# Johann von Ewald
Johann von Ewald, danski general in vojaški teoretik, * 1744, † 1813.